# Twist total – Eine australische Familie legt los
Twist Total ist eine australische Familienserie nach den Kurzgeschichten von Paul Jennings. Für die dritte und vierte Staffel wurden eigenständige Handlungen geschrieben. Die Serie wurde 2000 auf dem kanadischen Banff World Television Festival mit einem Rockie Award in der Kategorie Best Children's Program ausgezeichnet. 2002 erhielt sie einen australischen Logie Award in der Kategorie Outstanding Children's Program.

## Handlung
Der Witwer Tony Twist zieht kurz nach dem Tod seiner Frau mit seinen drei Kindern, den 13-jährigen Zwillingen Pete und Linda sowie dem 7-jährigen Bronson, aus der Stadt an die Küste Australiens nach Port Niranda in einen Leuchtturm. Dort wollen sie ein neues Leben beginnen, doch nicht nur menschliche Gegner wie der Immobilienhai Mr. Gribble, der aus der Kleinstadt Port Niranda einen Touristenort machen will, und dessen Sohn James machen dieses Vorhaben schwer. Schnell merken sie, dass es im Leuchtturm und der Umgebung spukt. Übersinnliche Erscheinungen: Gespenster, der Geist Mr. Chompers, sich merkwürdig verhaltende Möwen oder gar Vampire und Baummädchen wirbeln das Leben der Familie auf.
Jede Episode erzählt eine eigenständige Geschichte, jedoch ziehen sich Haupthandlungsstränge durch eine ganze Staffel. Die einzelnen Staffeln wurden mit deutlichem Abstand voneinander produziert, sodass bei jeder Staffel fast die komplette Besetzung geändert wurde.
| Figur                 | Staffel 1 (1989) (Folge 1 bis 13) | Staffel 2 (1992) (Folge 14 bis 26) | Staffel 3 (1999) (Folge 27 bis 39) | Staffel 4 (2000) (Folge 40 bis 52) | Beschreibung |
| --------------------- | --------------------------------- | ---------------------------------- | ---------------------------------- | ---------------------------------- | --- |
| Tony Twist            | Richard Moir                      | Richard Moir                       | Andrew S. Gilbert                  | Andrew S. Gilbert                  | Witwer mit gutem Herz, Bildhauer, an Bronsons Lehrerin Faye James interessiert                                         |
| Pete Twist            | Sam Vandenberg                    | Ben Thomas                         | Rian McLean                        | Rian McLean                        | Lindas Zwillingsbruder, Mädchentyp, zeitweise mit Fiona liiert                                                         |
| Linda Twist           | Tamsin West                       | Joelene Crnogorac                  | Ebonnie Masini                     | Ebonnie Masini                     | Petes Zwillingsschwester, Feministin, Umweltschützerin, Judoka                                                         |
| Bronson Twist         | Rodney McLennan                   | Jeffrey Walker                     | Mathew Waters                      | Mathew Waters                      | der jüngere Bruder, besessen von Essen und Gerüchen                                                                    |
| Helen ‚Nell‘ Richards | Bunney Brooke                     | Bunney Brooke                      | Marion Heathfield                  | Marion Heathfield                  | die alte Frau, die in der Hütte neben dem Leuchtturm wohnt, ihr Bruder Tom war vorher Leuchtturmwächter                |
| Harold Gribble        | Frankie J. Holden                 | Mark Mitchell                      | Mark Mitchell                      | Mark Mitchell                      | Immobilienmakler, der häufig versucht die Twists aus dem Leuchtturm zu ekeln                                           |
| Matron Gribble        | Judith McGrath                    | Jan Friedl                         | Christine Keogh                    | Christine Keogh                    | Krankenschwester und Gribbles ihn unterstützende Ehefrau                                                               |
| James Gribble         | Lachlan Jeffrey                   | Richard E. Young                   | Brook Sykes                        | Brook Sykes                        | Gribbles nichtsnutziger Sohn, in der Schule ein Tyrann, der sich häufig mit Pete anlegt                                |
| ‚Rabbit‘              | Stuart Atkin                      | Drew Campbell                      | Richard Marsland                   | Richard Marsland                   | ein Freund von James Gribble, wird häufig von diesem unterdrückt                                                       |
| ‚Tiger‘ Gleeson       | Cameron Nugent                    | Nick Mitchell                      | Tom Budge                          | Tom Budge                          | ein weiterer Freund von James Gribble, kommentiert verschiedene Ereignisse in der ersten und zweiten Staffel           |
| Fay James/Twist       | Robyn Gibbes                      | Robyn Gibbes                       | Trudy Hellier                      | Susanne Chapman                    | Bronsons Lehrerin; Liebschaft von Tony Twist, in der dritten und vierten Staffel lebt sie mit den Twists im Leuchtturm |
| Ralph Snapper         | Esben Storm                       | Esben Storm                        | Esben Storm                        | Ernie Gray                         | Pete und Lindas Lehrer, ein strenger Mann, der bei Frechheit ihm gegenüber keine Nachsicht hat                         |
| Fiona                 | Daisy Cameron                     | Zeta Briggs                        | Katie Barnes                       | Katie Barnes                       | Lindas Freundin und zeitweise Petes feste Freundin.                                                                    |
| Anthony               | —                                 | —                                  | Rueben Liversidge                  | Rueben Liversidge                  | |

## Belege
1. ↑  Round The Twist theme (MP3; 1,6 MB)